# 台湾宝铎花
台湾宝铎花（学名：Disporum kawakamii）为百合科宝铎花属下的一个种。

## 扩展阅读
- 維基物種上的相關：台湾宝铎花